# Vittorio Ghirelli
Vittorio Ghirelli (Fasano, 9 maggio 1994) è un pilota automobilistico italiano.

## Carriera

### Kart
Nel 2009 vinse l'Open Masters Internazionali d'Italia nella classe KF2.

### Formula 3 italiana
Corse in Formula 3 italiana nel 2010 e nel corso della stagione cambiò tre team: il debutto a Misano avvenne al volante di una vettura del Team Ghinzani; proseguì a Hockenheim e a Imola con EuroInternational, con la quale corse anche il sesto evento a Vallelunga saltando, però, il quarto e il quinto al Mugello e a Varano. Concluse il campionato nuovamente al Mugello, senza disputare l'ultimo evento di Monza, alla guida di una vettura della Target Racing. Al termine della stagione si classificò 23º, primo dei piloti a quota zero punti. Il miglior risultato raggiunto fu l'11º posto al secondo weekend del Mugello.

### Formula Renault 2.0 ALPS
Nel 2011 passò alla Formula Renault 2.0 ALPS firmando per il team One Racing e ottenendo buoni risultati nonostante l'assenza in cinque su quattordici gare disputate. Concluse 9º con 128 punti, il suo miglior risultato fu un 2º posto in gara-2 al Paul Ricard.

### Eurocup Formula Renault 2.0
Sempre in One Racing, Ghirelli corse anche nell'Eurocup della Formula Renault: Ghirelli concluse il campionato al 23º posto con un singolo punto ottenuto grazie a un 10º posto in gara-2 a Silverstone.

### GP3 Series
Nel 2010 e 2011, contemporaneamente alla partecipazione rispettivamente in Formula 3 italiana e in Formula Renault, Ghirelli prese parte al campionato di GP3 Series. Firmò nel 2010 per il team Atech CRS GP. Il debutto non fu dei migliori, in quanto a Barcellona, in Spagna, non riuscì nemmeno a disputare l'evento. Il resto della stagione fu abbastanza regolare, ma sempre nelle retrovie: infatti, a parte due ritiri (entrambi a Spa, in Belgio), i suoi migliori piazzamenti furono due quindicesimi posti, uno in gara-1 a Hockenheim, in Germania e uno in gara-2 all'Hungaroring, in Ungheria. Concluse la stagione al 34º posto con 0 punti.
L'anno successivo, il 2011, Ghirelli passò alla Jenzer Motorsport, con la quale non ottenne risultati molto migliori rispetto all'anno precedente, arrivando al massimo a un ottavo posto in gara-2 a Barcellona. Saltò l'evento belga di Spa per ripresentarsi a Monza al volante di una vettura della Addax: si ritirò in gara-1 e concluse 18º gara-2. Si classificò 25º al termine del campionato.

### Formula Renault 3.5 Series
Nel 2012, Ghirelli cambiò nuovamente categoria, passando alla Formula Renault 3.5 Series e portando i colori del team Comtec Racing. Disputò tutta la stagione, concludendo entrambe le gare a Silverstone in zona punti (rispettivamente 8º in gara-1 e 10º in gara-2). Non concluse quattro gare e al termine della stagione si piazzò 24º con 5 punti.

### Formula 2
Ghirelli disputò una tantum una gara di Formula 2 nel 2012, a Spa: concluse entrambe le gare al 6º posto, piazzandosi così al 14º posto finale con 12 punti, nonostante avesse corso solo 2 gare su 16.

### Auto GP
Ghirelli si accasò nel campionato Auto GP nel 2013, correndo per il team campione dell'anno precedente, la Super Nova International. Arrivò a vincere gara-2 all'Hungaroring, in Ungheria, e gara-1 a Donington Park, nel Regno Unito, e lottò per il titolo insieme a Sergio Campana, Narain Karthikeyan e Kimiya Satō, ottenendo la vittoria del campionato e piazzandosi primo anche nella classifica Under-21.

### GP2 Series
Nel 2013 Ghirelli ebbe anche la possibilità di debuttare in GP2 Series, categoria propedeutica della Formula 1, nell'evento ungherese tenutosi all'Hungaroring, correndo per il team Venezuela GP Lazarus. Confermato anche per il resto della stagione, a Monza in gara-1 si piazzò al 10º posto, ottenendo un punto che gli valse la 27ª posizione finale.

## Risultati

### Risultati completi in GP3 Series
(legenda) (Le gare in grassetto indicano la pole position) (Gare in corsivo indicano Gpv)
| Anno | Team              | 1          | 2           | 3          | 4          | 5          | 6          | 7          | 8          | 9          | 10         | 11         | 12          | 13          | 14          | 15          | 16         | Punti | Pos. |
| ---- | ----------------- | ---------- | ----------- | ---------- | ---------- | ---------- | ---------- | ---------- | ---------- | ---------- | ---------- | ---------- | ----------- | ----------- | ----------- | ----------- | ---------- | ----- | ---- |
| 2010 | ATECH CRS GP      | ESP FEA NP | ESP SPR NP  | TUR FEA 17 | TUR SPR 26 | VAL FEA 20 | VAL SPR 22 | GBR FEA 20 | GBR SPR 21 | GER FEA 15 | GER SPR 16 | HUN FEA 24 | HUN SPR 15  | BEL FEA Rit | BEL SPR Rit | ITA FEA 23  | ITA SPR 21 | 0     | 34º  |
| 2011 | Jenzer Motorsport | TUR FEA 25 | TUR SPR Rit | ESP FEA 9  | ESP SPR 8  | VAL FEA 13 | VAL SPR 9  | GBR FEA 14 | GBR SPR 22 | GER FEA 13 | GER SPR 11 | HUN FEA 22 | HUN SPR Rit | BEL FEA     | BEL SPR     |             |            | 0     | 25º  |
| 2011 | Addax Team        |            |             |            |            |            |            |            |            |            |            |            |             |             |             | ITA FEA Rit | ITA SPR 18 | 0     | 25º  |

### Risultati completi in Formula 2
(legenda) (Le gare in grassetto indicano la pole position) (Gare in corsivo indicano Gpv)
| Anno | Nº | 1     | 2     | 3     | 4     | 5     | 6     | 7       | 8       | 9     | 10    | 11    | 12    | 13    | 14    | 15    | 16    | Punti | Pos. |
| ---- | -- | ----- | ----- | ----- | ----- | ----- | ----- | ------- | ------- | ----- | ----- | ----- | ----- | ----- | ----- | ----- | ----- | ----- | ---- |
| 2012 | 6  | SIL 1 | SIL 2 | ALG 1 | ALG 2 | NÜR 1 | NÜR 2 | SPA 1 6 | SPA 2 6 | BRH 1 | BRH 2 | LEC 1 | LEC 2 | HUN 1 | HUN 2 | MNZ 1 | MNZ 2 | 12    | 14º  |

### Risultati completi in Formula 3.5 Euro Series
(legenda) (Le gare in grassetto indicano la pole position) (Gare in corsivo indicano Gpv)
| Anno | Team          | 1        | 2        | 3        | 4        | 5         | 6         | 7         | 8        | 9         | 10      | 11       | 12       | 13       | 14       | 15       | 16       | 17       | Punti | Pos. |
| ---- | ------------- | -------- | -------- | -------- | -------- | --------- | --------- | --------- | -------- | --------- | ------- | -------- | -------- | -------- | -------- | -------- | -------- | -------- | ----- | ---- |
| 2012 | Comtec Racing | ALC 1 12 | ALC 2 17 | MON 1 16 | SPA 1 20 | SPA 2 Rit | NÜR 1 Rit | NÜR 2 Rit | MOS 1 11 | MOS 2 Rit | SIL 1 8 | SIL 2 10 | HUN 1 21 | HUN 2 17 | LEC 1 17 | LEC 2 23 | CAT 1 20 | CAT 2 19 | 5     | 24º  |

### Risultati completi in Auto GP
(legenda) (Le gare in grassetto indicano la pole position) (Gare in corsivo indicano Gpv)
| Anno | Team                     | 1       | 2       | 3       | 4     | 5       | 6       | 7       | 8         | 9       | 10    | 11      | 12    | 13    | 14      | 15    | 16      | Punti | Pos. |
| ---- | ------------------------ | ------- | ------- | ------- | ----- | ------- | ------- | ------- | --------- | ------- | ----- | ------- | ----- | ----- | ------- | ----- | ------- | ----- | ---- |
| 2013 | Super Nova International | MNZ 1 4 | MNZ 2 3 | MAR 1 9 | MAR 2 | HUN 1 2 | HUN 2 1 | SIL 1 2 | SIL 2 Rit | MUG 1 6 | MUG 2 | NÜR 1 3 | NÜR 2 | DON 1 | DON 2 4 | BRN 2 | BRN 2 3 | 222   | 1º   |

### Risultati completi in GP2 Series
(legenda) (Le gare in grassetto indicano la pole position) (Gare in corsivo indicano Gpv)
| Anno | Team                 | 1       | 2       | 3       | 4       | 5       | 6       | 7       | 8       | 9       | 10      | 11      | 12      | 13         | 14         | 15         | 16         | 17         | 18         | 19          | 20         | 21          | 22         | Punti | Pos. |
| ---- | -------------------- | ------- | ------- | ------- | ------- | ------- | ------- | ------- | ------- | ------- | ------- | ------- | ------- | ---------- | ---------- | ---------- | ---------- | ---------- | ---------- | ----------- | ---------- | ----------- | ---------- | ----- | ---- |
| 2013 | Venezuela GP Lazarus | MYS FEA | MYS SPR | BHR FEA | BHR SPR | ESP FEA | ESP SPR | MON FEA | MON SPR | GBR FEA | GBR SPR | GER FEA | GER SPR | HUN FEA 17 | HUN SPR 17 | BEL FEA 18 | BEL SPR 18 | ITA FEA 10 | ITA SPR 20 | SGP FEA Rit | SGP SPR 19 | ABU FEA Rit | ABU SPR 19 | 1     | 27º  |